# Ismenia conducta
Ismenia conducta là một loài ruồi trong họ Tachinidae.